# Tjeckoslovakiens damlandslag i basket
Tjeckoslovakiens damlandslag i basket representerade Tjeckoslovakien i basket på damsidan. Efter att Tjeckoslovakien upplöstes som land 1993 delades landslaget upp i Tjeckien och Slovakien. Laget tog flera medaljer i VM och EM men vann aldrig någon av turneringarna.

## Meriter[1]
OS
- 1976 – 4:a
- 1988 – 8:a
- 1992 – 6:a

VM
- 1957 – Brons
- 1959 – Brons
- 1964 – Silver
- 1967 – Brons
- 1971 – Silver
- 1975 – Brons
- 1986 – 4:a
- 1990 – 4:a

EM
- 1950 – Brons
- 1952 – Silver
- 1954 – Silver
- 1956 – Brons
- 1958 – Brons
- 1960 – Brons
- 1962 – Silver
- 1964 – Brons
- 1966 – Silver
- 1968 – 9:a
- 1970 – 5:a
- 1972 – Brons
- 1974 – Silver
- 1976 – Silver
- 1978 – Brons
- 1980 – 4:a
- 1981 – Brons
- 1983 – 6:a
- 1985 – 4:a
- 1987 – 4:a
- 1989 – Silver
- 1991 – 5:a